# BRD Bucarest Open 2017 - Qualificazioni singolare
Le qualificazioni del singolare del BRD Bucarest Open 2017 sono state un torneo di tennis preliminare per accedere alla fase finale della manifestazione. Le vincitrici dell'ultimo turno sono entrate di diritto nel tabellone principale. In caso di ritiro di una o più giocatrici aventi diritto a queste sono subentrati le lucky loser, ossia le giocatrici che hanno perso nell'ultimo turno ma che avevano una classifica più alta rispetto alle altre partecipanti che avevano comunque perso nel turno finale.

## Teste di serie
1. Jasmine Paolini (secondo turno)
2. Jana Fett (primo turno)
3. Arantxa Rus (qualificata)
4. Alexandra Cadanțu (secondo turno)

1. Daniela Seguel (ultimo turno)
2. Lesley Kerkhove (ultimo turno, Lucky loser)
3. Fanny Stollár (secondo turno)
4. Katarzyna Piter (primo turno)

## Qualificate
1. Alexandra Dulgheru
2. Magdalena Fręch

1. Sesil Karatantcheva
2. Arantxa Rus

### Lucky Loser
1. Lesley Kerkhove

## Tabellone

### Legenda
| - Q = Qualificato - WC = Wild card - LL = Lucky loser | - ALT = Alternate - SE = Special Exempt - PR = Protected Ranking | - w/o = Walkover - r = Ritirato - d = Squalificato |

### Sezione 1
|  | Primo turno        | Primo turno        | Primo turno        | Primo turno | Primo turno |  |  | Secondo turno      | Secondo turno      | Secondo turno  | Secondo turno  | Secondo turno  |   |   | Terzo turno        | Terzo turno        | Terzo turno        | Terzo turno | Terzo turno |  |
|  |                    |                    |                    |             |             |  |  |                    |                    |                |                |                |   |   |                    |                    |                    |             |             |  |
|  | 1                  | Jasmine Paolini    | Jasmine Paolini    | 6           | 6           |  |  |                    |                    |                |                |                |   |   |                    |                    |                    |             |             |  |
|  | WC                 | Csilla Argyelán    | Csilla Argyelán    | 0           | 1           |  |  | Jasmine Paolini    | Jasmine Paolini    | 3              | 6              | 4              |   |   |                    |                    |                    |             |             |  |
|  | Gabriela Dabrowski | Gabriela Dabrowski | Gabriela Dabrowski | 0           | 5           |  |  | Alexandra Dulgheru | Alexandra Dulgheru | 6              | 4              | 6              |   |   |                    |                    |                    |             |             |  |
|  | Alexandra Dulgheru | Alexandra Dulgheru | Alexandra Dulgheru | 6           | 7           |  |  |                    |                    |                |                |                |   |   | Alexandra Dulgheru | Alexandra Dulgheru | Alexandra Dulgheru | 6           | 6           |  |
|  | Tereza Mrdeža      | Tereza Mrdeža      | Tereza Mrdeža      | 1           | 1           |  |  |                    |                    | Daniela Seguel | Daniela Seguel | Daniela Seguel | 3 | 2 |                    |                    |                    |             |             |  |
|  | Catalina Pella     | Catalina Pella     | Catalina Pella     | 6           | 6           |  |  | Catalina Pella     | Catalina Pella     | 1              | 6              | 3              |   |   |                    |                    |                    |             |             |  |
|  |                    | Jessica Moore      | Jessica Moore      | 65          | 2           |  |  | Daniela Seguel     | Daniela Seguel     | 6              | 3              | 6              |   |   |                    |                    |                    |             |             |  |
|  | 5                  | Daniela Seguel     | Daniela Seguel     | 7           | 6           |  |  |                    |                    |                |                |                |   |   |                    |                    |                    |             |             |  |

### Sezione 2
|  | Primo turno    | Primo turno        | Primo turno        | Primo turno | Primo turno |  |  | Secondo turno     | Secondo turno     | Secondo turno   | Secondo turno   | Secondo turno |   |   | Terzo turno       | Terzo turno       | Terzo turno | Terzo turno | Terzo turno |  |
|  |                |                    |                    |             |             |  |  |                   |                   |                 |                 |               |   |   |                   |                   |             |             |             |  |
|  | 2              | Jana Fett          | 3                  | 6           | 4           |  |  |                   |                   |                 |                 |               |   |   |                   |                   |             |             |             |  |
|  |                | Sesil Karatančeva  | 6                  | 3           | 6           |  |  | Sesil Karatančeva | Sesil Karatančeva | 4               | 6               | 6             |   |   |                   |                   |             |             |             |  |
|  | WC             | Mihaela Mărculescu | Mihaela Mărculescu | 1           | 4           |  |  | Alena Fomina      | Alena Fomina      | 6               | 4               | 3             |   |   |                   |                   |             |             |             |  |
|  |                | Alena Fomina       | Alena Fomina       | 6           | 6           |  |  |                   |                   |                 |                 |               |   |   | Sesil Karatančeva | Sesil Karatančeva | 1           | 6           | 6           |  |
|  | Sofia Šapatava | Sofia Šapatava     | 6                  | 63          | 6           |  |  |                   |                   | Lesley Kerkhove | Lesley Kerkhove | 6             | 3 | 4 |                   |                   |             |             |             |  |
|  | Jovana Jakšić  | Jovana Jakšić      | 4                  | 7           | 2           |  |  | Sofia Šapatava    | Sofia Šapatava    | 6               | 5               | 4             |   |   |                   |                   |             |             |             |  |
|  | WC             | Panna Udvardy      | Panna Udvardy      | 0           | 2           |  |  | Lesley Kerkhove   | Lesley Kerkhove   | 4               | 7               | 6             |   |   |                   |                   |             |             |             |  |
|  | 6              | Lesley Kerkhove    | Lesley Kerkhove    | 6           | 6           |  |  |                   |                   |                 |                 |               |   |   |                   |                   |             |             |             |  |

### Sezione 3
|  | Primo turno         | Primo turno         | Primo turno         | Primo turno | Primo turno |  |  | Secondo turno     | Secondo turno     | Secondo turno     | Secondo turno     | Secondo turno     |   |   | Terzo turno | Terzo turno | Terzo turno | Terzo turno | Terzo turno |  |
|  |                     |                     |                     |             |             |  |  |                   |                   |                   |                   |                   |   |   |             |             |             |             |             |  |
|  | 3                   | Arantxa Rus         | 6                   | 62          | 6           |  |  |                   |                   |                   |                   |                   |   |   |             |             |             |             |             |  |
|  |                     | Kaia Kanepi         | 4                   | 7           | 0           |  |  | Arantxa Rus       | Arantxa Rus       | Arantxa Rus       | 6                 | 6                 |   |   |             |             |             |             |             |  |
|  | WC                  | Georgia Crăciun     | Georgia Crăciun     | 7           | 6           |  |  | Georgia Crăciun   | Georgia Crăciun   | Georgia Crăciun   | 3                 | 2                 |   |   |             |             |             |             |             |  |
|  |                     | Harmony Tan         | Harmony Tan         | 5           | 1           |  |  |                   |                   |                   |                   |                   |   |   | Arantxa Rus | Arantxa Rus | Arantxa Rus | 6           | 6           |  |
|  | Martina Di Giuseppe | Martina Di Giuseppe | Martina Di Giuseppe | 4           | 2           |  |  |                   |                   | Anhelina Kalinina | Anhelina Kalinina | Anhelina Kalinina | 2 | 4 |             |             |             |             |             |  |
|  | Anhelina Kalinina   | Anhelina Kalinina   | Anhelina Kalinina   | 6           | 6           |  |  | Anhelina Kalinina | Anhelina Kalinina | Anhelina Kalinina | 6                 | 6                 |   |   |             |             |             |             |             |  |
|  |                     | Cristina Dinu       | Cristina Dinu       | 63          | 3           |  |  | Fanny Stollár     | Fanny Stollár     | Fanny Stollár     | 3                 | 4                 |   |   |             |             |             |             |             |  |
|  | 7                   | Fanny Stollár       | Fanny Stollár       | 7           | 6           |  |  |                   |                   |                   |                   |                   |   |   |             |             |             |             |             |  |

### Sezione 4
|  | Primo turno           | Primo turno             | Primo turno           | Primo turno | Primo turno |  |  | Secondo turno           | Secondo turno           | Secondo turno           | Secondo turno   | Secondo turno   |   |   | Terzo turno | Terzo turno | Terzo turno | Terzo turno | Terzo turno |  |
|  |                       |                         |                       |             |             |  |  |                         |                         |                         |                 |                 |   |   |             |             |             |             |             |  |
|  | 4                     | Alexandra Cadanțu       | Alexandra Cadanțu     | 6           | 7           |  |  |                         |                         |                         |                 |                 |   |   |             |             |             |             |             |  |
|  |                       | Nicoleta Dascălu        | Nicoleta Dascălu      | 4           | 5           |  |  | Alexandra Cadanțu       | Alexandra Cadanțu       | Alexandra Cadanțu       | 4               | 63              |   |   |             |             |             |             |             |  |
|  | Tena Lukas            | Tena Lukas              | 6                     | 62          | 7           |  |  | Tena Lukas              | Tena Lukas              | Tena Lukas              | 6               | 7               |   |   |             |             |             |             |             |  |
|  | Isabelle Wallace      | Isabelle Wallace        | 0                     | 7           | 5           |  |  |                         |                         |                         |                 |                 |   |   | Tena Lukas  | Tena Lukas  | Tena Lukas  | 4           | 5           |  |
|  | Anastasija Pivovarova | Anastasija Pivovarova   | Anastasija Pivovarova | 2           | 0           |  |  |                         |                         | Magdalena Fręch         | Magdalena Fręch | Magdalena Fręch | 6 | 7 |             |             |             |             |             |  |
|  | Magdalena Fręch       | Magdalena Fręch         | Magdalena Fręch       | 6           | 6           |  |  | Magdalena Fręch         | Magdalena Fręch         | Magdalena Fręch         | 6               | 6               |   |   |             |             |             |             |             |  |
|  |                       | Varatchaya Wongteanchai | 1                     | 7           | 6           |  |  | Varatchaya Wongteanchai | Varatchaya Wongteanchai | Varatchaya Wongteanchai | 3               | 4               |   |   |             |             |             |             |             |  |
|  | 8                     | Katarzyna Piter         | 6                     | 5           | 3           |  |  |                         |                         |                         |                 |                 |   |   |             |             |             |             |             |  |